# آهوان (زبرخان)
آهوان یا اهوان، روستایی از توابع بخش اسحاق‌آباد شهرستان زبرخان در استان خراسان رضوی ایران است.

## جمعیت
این روستا در دهستان اسحق‌آباد قرار دارد و براساس سرشماری مرکز آمار ایران در سال ۱۳۸۵، جمعیت آن ۳۹۱ نفر (۱۱۸خانوار) بوده‌است.